# Cautela sociniana

## La cautela sociniana nel codice civile
L'istituto, assai risalente, prende nome dal giurista Socino il giovane al quale se ne attribuisce la paternità, sebbene avesse reso un parere su una fattispecie parzialmente diversa da quella oggi contemplata dal codice civile. L'art. 550 codice civile dispone che "quando il testatore dispone di un usufrutto o di una rendita vitalizia il cui reddito eccede quello della porzione disponibile, i legittimari, ai quali è stata assegnata la nuda proprietà della disponibile o parte di essa, hanno la scelta o di eseguire tale disposizione o di abbandonare la nuda proprietà della disponibile. Nel secondo caso il legatario, conseguendo la disponibile abbandonata, non acquista la qualità di erede. La stessa scelta spetta ai legittimari quando il testatore ha disposto della nuda proprietà di una parte eccedente la disponibile". L'art. 550 codice civile riconosce al legittimario un diritto potestativo di scelta: accettare la disposizione del testatore e conseguentemente rinunciare all'intangibilità della quota di riserva, oppure esercitare il diritto spettante sulla legittima, abbandonando proprietà o rendita agli altri chiamati, i quali si soddisferanno sulla porzione disponibile senza assumere la qualità di eredi. Di talché la tutela offerta dalla cautela sociniana non incide sull'ampiezza della quota di riserva lesa dal testamento, in guisa dell'azione di riduzione, bensì assicura tutela al legittimario contra testamentum di tipo qualitativo, al fine di evitare l'aleatorietà della durata della vita dell'usufruttuario o del destinatario della rendita.

## Casistica
Si supponga che Tizio lasci a sé superstite il solo figlio Tizietto e che, possedendo un patrimonio di un milione, abbia legato a Mevio, estraneo alla categoria dei legittimari, un usufrutto di settecentomila; in tal caso il figlio, Tizietto, acquista un reddito inferiore a quello che ricaverebbe da un capitale pari all'intera quota di legittima (cinquecentomila), ma come nuda proprietà ottiene una parte maggiore rispetto a quanto gli spetterebbe (ovvero otterrebbe l'intera nuda proprietà anziché la metà). Per accertare se in concreto vi sia lesione della quota di legittima bisognerebbe capitalizzare l'usufrutto, tuttavia, tale operazione è possibile solo dopo la morte dell'usufruttuario, sicché una capitalizzazione anticipata risulterebbe viziata da un certo margine di aleatorietà, potendo l'usufruttuario morire anche all'indomani dell'attribuzione a titolo di legato. Proprio per tale incertezza è stato introdotto l'istituto della cautela sociniana, il quale attribuisce al legittimario (o ai legittimari) un diritto potestativo di scelta, in ragione di una prognosi sulla durata della vita dell'usufruttuario.

## Differenze rispetto al codice civile del 1865
L'art. 810 del codice Pisanelli evitò di prendere posizione sulla questione centrale relativa alla cautela sociniana: nell'ipotesi in cui il legittimario decida di abbandonare la nuda proprietà della porzione disponibile, il legatario acquista la qualità di erede? Nella relazione del Guardasigilli al Re, dl 1942, di accompagno al Codice Civile si legge espressamente che: "Nello stesso articolo ho risolto espressamente la questione se il legatario, conseguendo la disponibile abbandonata dai legittimari, acquisti o meno la qualità di erede. Ho accolto la tesi negativa, poiché la disponibile abbandonata costituisce in sostanza un mezzo di soddisfacimento del legato disposto dal testatore". Inoltre, rispetto al codice del 1865, la moderna formulazione della cautela sociniana, benché susciti ancora perplessità, accoglie la piena equiparazione tra donazioni e disposizioni testamentarie dal punto di vista della quota di riserva dei legittimari; infatti, il comma quattro dell'art. 550 codice civile estende il diritto potestativo di scelta del legittimario anche quando dell'usufrutto, della rendita o della nuda proprietà si sia disposto con donazione. 

## La vocazione del legatario
Secondo parte della dottrina, il legatario, al seguito dell'esercizio del diritto potestativo di scelta da parte del legittimario, di cui all'art. 550 codice civile, sarebbe destinatario di due vocazioni: una prima testamentaria, ridotta nei limiti del reddito o della nuda proprietà sulla disponibile, una seconda di natura legale, relativa alla nuda proprietà o all'usufrutto abbandonato dal legittimario, destinata a far acquistare al legatario la piena proprietà per consolidazione (Cicu). Altra dottrina sostiene, per contra, che muterebbe il titolo della vocazione: la vocazione testamentaria sarebbe sostituita dalla vocazione legale del legatario, chiamato nella piena proprietà della disponibile (Coviello). Tuttavia, com'è stato osservato, la vocazione rimane sempre quella originaria (testamentaria) perché la legge modificherebbe solo l'oggetto del legato (Mengoni, Capozzi).